# 沈阳市第七人民医院
沈阳市第七人民医院又稱沈阳市中西醫結合醫院以及沈阳市皮肤病医院、辽宁省中西医结合皮肤病医院、沈阳市皮肤病研究所，是位於中華人民共和國遼寧省沈阳市和平區的一家中西医结合三级甲等综合性醫院。由沈阳市商業職工醫院、秋農醫院以及8家醫院聯合組建。1962年改名為沈阳市第七人民医院。

## 前身醫院以及歷史
- 苗秋农於1942年创办秋农医院。1949年，秋农医院改为沈阳市南市区工人医院。[3]

- 1951年9月，8家开业医院10名发起人组织成立南市区联合医院。1956年8月更名为南市区中西医联合医院，同年11月被国家接管后改名为南市区中西医院。[3]

- 1953年3月，沈阳市百货公司职工医院與东北贸易部卫生所合并成立沈阳市商业职工医院。1954年又接收沈阳市国营商业职工疗养院，並改名为沈阳市国营商业职工医院。1957年1月至8月被沈阳市卫生局接管后改名为沈阳市第八医院[3]。

1958年9月，沈阳市南市区工人医院、南市区中西医院、沈阳市第八医院合并组成沈阳市南市区医院。1959年7月更名和平区第二医院。1961年8月改名沈阳市和平医院。1962年5月，该院归沈阳市卫生局领导后改名为沈阳市儿童医院。1962年6月改名为沈阳市第七医院。1968年6月改名为沈阳市第七人民医院。1997年啟用新病房大樓。

## 外部連結
- 官方网站